# 帕氏刺鮨
帕氏刺鮨為輻鰭魚綱鱸形目鱸亞目鮨科的其中一種，分布於西南太平洋澳洲新南威爾斯海域，棲息深度可達64公尺，棲息在近海礁石區，為底棲性魚類，屬肉食性，生活習性不明。

## 擴展閱讀
維基物種上的相關：帕氏刺鮨